# Policarpo Ribeiro de Oliveira
Policarpo Ribeiro de Oliveira, conegut com a Poly, (21 de desembre de 1907 - Maig de 1986) fou un futbolista brasiler.

## Selecció del Brasil
Va formar part de l'equip brasiler a la Copa del Món de 1930.